# 106. Garde Luftlande-Division
Die 106. Garde Luftlande-Division, auch Tula Division (russisch: 106-я гвардейская воздушно-десантная Тульская Краснознамённая дивизия), ist eine von vier Divisionen der russischen Luftlandetruppen WDW (Wosduschno-dessantnyje woiska; russisch: Воздушно-десантные войска = ВДВ, englisch VDV). Die Division wurde im Januar 1944 aufgestellt und erhielt ein Jahr darauf den Gardestatus und nahm als 106. Garde-Schützendivision an den Kämpfen im Raum Budapest und Wien teil.
Am 13. August 2015 erhielt die Division durch Dekret des russischen Präsidenten den Ehrennamen Tula. Sie nahm seit Beginn des Russischen Überfalls am Krieg gegen die Ukraine teil.

## Geschichte
Am 15. Januar 1944 wurde in Stupino (Moskauer Militärbezirk) durch die Zusammenfassung der 4., 7. und 17. Garde-Luftlandebrigade die 16. Garde-Luftlande-Division aufgestellt. Erster Kommandeur war General Alexander Fjodorowitsch Kasankin. Im August 1944 wurde die Division nach Starja Dorogi in die Region Mogilew verlegt und am 9. August 1944 Teil des neu gebildeten 38. Garde-Luftlandekorps. Im Oktober 1944 wurde das 38. Garde-Luftlandekorps (Generalleutnant Alexander Grigorjewitsch Kapitochin) Teil der neu gebildeten Selbständigen Garde-Luftlandearmee.
Vom 8. Dezember 1944 bis Anfang Januar 1945 wurde die Garde-Luftlandearmee in die 9. Gardearmee umstrukturiert. Im Zuge dieser Organisation wurde das 38. Garde-Luftlandekorps in 38. Garde-Schützenkorps (Generalleutnant Alexander Iwanowisch Utwenko) und die 16. Garde-Luftlande-Division in 106. Garde-Schützendivision umbenannt. Die untergeordnete Einheit 4. Garde-Luftlandebrigade wurde zum 347. Garde-Schützenregiment, die 7. Garde-Luftlandebrigade zum 351. Garde-Schützenregiment und die 17. Garde-Luftlandebrigade zum 355. Garde-Schützenregiment umstrukturiert.
Am 21. Februar 1945 wurde die 106. Garde-Schützendivision unter dem neuen Kommandeur Generalmajor Iwan Nikolajewitsch Winduschew nach Nordungarn versetzt und ab 27. Februar bei den Kämpfen der 2. Ukrainischen Front eingesetzt. Am 30. März überquerte die Division  die österreichische Grenze und nahm an der Wiener Operation teil. Am 15. April 1945 war sie an der Besetzung von St. Pölten und bis 8. Mai an den Kämpfen um Znaim beteiligt.
Gemäß der Richtlinie des Generalstabs der Streitkräfte der UdSSR wurde die 106. Garde-Schützen-Division am 15. Juni 1946 wieder in die 106. Garde-Luftlande-Division umstrukturiert.
Aufgrund der Weisung des Generalstabs vom 21. Januar 1955 zog sich die 106. Garde-Luftlandedivision im April 1955 als Besatzung aus Wien zurück. Die Division wurde darauf nach Rjasan und Tula zurückverlegt und direkt dem Befehlshaber der Luftlandetruppen unterstellt, im Zuge dessen wurden die drei Regimenter erheblich verkleinert. Dafür wurde von der vollständig aufgelösten 11. Garde-Luftlande-Division das 137. Garde-Luftlande-Regiment an die 106. Garde-Luftlande-Division übertragen.

## Zusammensetzung
Gliederung 1944/1945
- 4. Garde-Luftlandebrigade/347. Garde-Schützenregiment
- 7. Garde-Luftlandebrigade/351. Garde-Schützenregiment
- 17. Garde-Luftlandebrigade/355. Garde-Schützenregiment

Gliederung 1947
- 347. Garde-Luftlande-Regiment
- 351. Garde-Luftlande-Regiment
- 205. Garde-Artillerie-Regiment
- 131. Garde-Artillerie-Bataillon

Gliederung 1953
- 51. Garde-Luftlande-Regiment
- 351. Garde-Luftlande-Regiment
- 205. Garde-Artillerie-Regiment

Gliederung 1989
- 51. Garde-Luftlande-Regiment (Tula, Oblast Tula)
- 137. Garde-Luftlande-Regiment (Rjasan, Oblast Rjasan)
- 331. Garde-Luftlande-Regiment (Kostroma, Oblast Kostroma)
- 1182. Garde-Artillerie-Regiment (Jefremow, Oblast Tula)

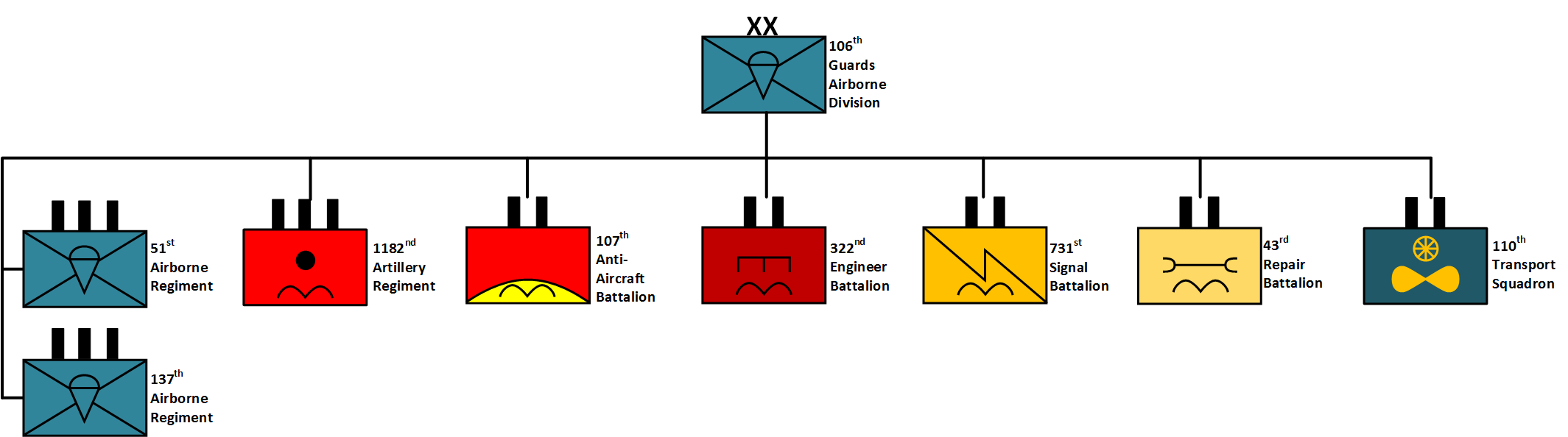
Gliederung im März 2015